# Renzo Zambrano
Renzo José Zambrano Tillero (Aragua de Maturín, Monagas, Venezuela, 26 de agosto de 1994) es un futbolista venezolano que juega como centrocampista.

## Selección nacional

### Selecciones menores
Zambrano ha participado con la selección de fútbol de Venezuela en las categorías sub-17, y sub-20. Con la selección sub-17 participó en el Campeonato Sudamericano Sub-17 de 2011. En dicha competición disputó 4 partidos y jugó 219 minutos. En el 2013 es llamado para formar parte de la selección sub-20 con miras a participar en el Campeonato Sudamericano de Fútbol Sub-20 de 2013 y con la Selección de fútbol de Venezuela.

## Participaciones internacionales

### Campeonato Sudamericano Sub-17
| Sudamericano Sub-17 | Sede    | Resultado    | Partidos | Goles |
| ------------------- | ------- | ------------ | -------- | ----- |
| Sudamericano 2011   | Ecuador | Primera fase | 4        | 0     |

### Campeonato Sudamericano Sub-20
| Sudamericano Sub-20 | Sede      | Resultado    | Partidos | Goles |
| ------------------- | --------- | ------------ | -------- | ----- |
| Sudamericano 2013   | Argentina | Primera fase | 3        | 0     |

## Clubes
| Club                      | País           | Año       | Partidos | Goles |
| ------------------------- | -------------- | --------- | -------- | ----- |
| Monagas S. C.             | Venezuela      | 2011-2014 | 61       | 4     |
| ACD Lara                  | Venezuela      | 2014-2015 | 26       | 1     |
| Real Valladolid C. F. "B" | España         | 2015-2016 | 54       | 2     |
| Real Valladolid C. F.     | España         | 2016-2017 | 3        | 0     |
| Portland Timbers 2        | Estados Unidos | 2017-2020 | 47       | 3     |
| Portland Timbers          | Estados Unidos | 2019-2022 | 32       | 0     |
| F. C. Pyunik              | Armenia        | 2022      | 16       | 0     |
| Phoenix Rising FC         | Estados Unidos | 2023-2024 | 73       | 0     |

## Palmarés

### Títulos nacionales
| Título                  | Club              | País           | Año  |
| ----------------------- | ----------------- | -------------- | ---- |
| Liga Premier de Armenia | F. C. Pyunik      | Armenia        | 2022 |
| USL Championship        | Phoenix Rising FC | Estados Unidos | 2023 |